# Montrem
Montrem é uma comuna francesa na região administrativa da Nova Aquitânia, no departamento Dordonha. Estende-se por uma área de 20,1 km². Em 2010 a comuna tinha 1 251 habitantes (densidade: 62,2 hab./km²).